# Boston Marathon 1974
De Boston Marathon 1974 werd gelopen op maandag 15 april 1974. Het was de 78e editie van deze marathon.
De Ier Neil Cusack kwam bij de mannen als eerste over de streep in 2:13.40. Bij de vrouwen won de Amerikaanse Michiko Gorman de wedstrijd met een tijd van 2:47.12.
Er finishten er totaal 1705 marathonlopers, waarvan 1686 mannen en 19 vrouwen.

## Uitslagen

### Mannen
| rang   | naam           | land | tijd    |
| ------ | -------------- | ---- | ------- |
| Goud   | Neil Cusack    | IRL  | 2:13.40 |
| Zilver | Tom Fleming    | USA  | 2:14.26 |
| Brons  | Jerome Drayton | CAN  | 2:15.41 |
| 4      | Lucien Rosa    | SRI  | 2:15.54 |
| 5      | Vilho Paajanen | FIN  | 2:16.16 |
| 6      | Steve Hoag     | USA  | 2:16.45 |
| 7      | Robert Moore   | CAN  | 2:16.46 |
| 8      | Ronald Wayne   | USA  | 2:16.59 |
| 9      | Bernard Allen  | ENG  | 2:17.03 |
| 10     | Carl Hatfield  | USA  | 2:17.37 |

### Vrouwen
| rang   | naam                | land | tijd    |
| ------ | ------------------- | ---- | ------- |
| Goud   | Michiko Gorman      | USA  | 2:47.12 |
| Zilver | Christa Vahlensieck | GER  | 2:53.01 |
| Brons  | Nina Kuscsik        | USA  | 2:55.12 |
| 4      | Manuela Angenvoorth | GER  | 2:58.46 |
| 5      | Kathrine Switzer    | USA  | 3:01.39 |
| 6      | Lydia Ritter        | GER  | 3:05.18 |
| 7      | June Chun           | USA  | 3:08.23 |
| 8      | Renate Kieninger    | GER  | 3:08.45 |
| 9      | Valerie Rogosheske  | USA  | 3:09.28 |
| 10     | Lucy Bunz           | USA  | 3:10.57 |

1897 ·
1898 ·
1899 ·
1900 ·
1901 ·
1902 ·
1903 ·
1904 ·
1905 ·
1906 ·
1907 ·
1908 ·
1909 ·
1910 ·
1911 ·
1912 ·
1913 ·
1914 ·
1915 ·
1916 ·
1917 ·
1918 ·
1919 ·
1920 ·
1921 ·
1922 ·
1923 ·
1924 ·
1925 ·
1926 ·
1927 ·
1928 ·
1929 ·
1930 ·
1931 ·
1932 ·
1933 ·
1934 ·
1935 ·
1936 ·
1937 ·
1938 ·
1939 ·
1940 ·
1941 ·
1942 ·
1943 ·
1944 ·
1945 ·
1946 ·
1947 ·
1948 ·
1949 ·
1950 ·
1951 ·
1952 ·
1953 ·
1954 ·
1955 ·
1956 ·
1957 ·
1958 ·
1959 ·
1960 ·
1961 ·
1962 ·
1963 ·
1964 ·
1965 ·
1966 ·
1967 ·
1968 ·
1969 ·
1970 ·
1971 ·
1972 ·
1973 ·
1974 ·
1975 ·
1976 ·
1977 ·
1978 ·
1979 ·
1980 ·
1981 ·
1982 ·
1983 ·
1984 ·
1985 ·
1986 ·
1987 ·
1988 ·
1989 ·
1990 ·
1991 ·
1992 ·
1993 ·
1994 ·
1995 ·
1996 ·
1997 ·
1998 ·
1999 ·
2000 ·
2001 ·
2002 ·
2003 ·
2004 ·
2005 ·
2006 ·
2007 ·
2008 ·
2009 ·
2010 ·
2011 ·
2012 ·
2013 ·
2014 ·
2015 ·
2016 ·
2017 ·
2018 ·
2019 ·
2020 ·
2021 ·
2022